# Apidium
Apidium (do latim para "pequeno touro", porque os primeiros fósseis encontrados pensava-se pertencer a um tipo de uma vaca) é de, pelo menos, três espécies de primatas extintos que viverm no final do Eoceno e no começo do Oligoceno, há cerca de 36 a 32 milhões de anos atrás. Os fósseis de Apidium são comuns nos depósitos de Faium no Egipto. Fósseis da espécie mais antiga, Apidium moustafai, são raros, fósseis da espécie Apidium phiomense são bastante comuns.
Os Apidium e seus parentes da família Parapithecidae são símios que possuem todas as características de primatas modernos. Sua ancestralidade está intimamente ligada ao grupo asiático do Eoceno, Eosimiidae.

## Comportamento
As espécies de Apidium estavam bem adaptadas à vida nas florestas tropicais do norte da África que existiram durante o Eoceno e Oligoceno. Eles viviam em árvores e, aparentemente, moviam-se numa combinação de quadrupedalismo e pulos nos ramos das árvores, assim como os macacos-esquilo do género Saimiri. Estes primatas parecem ter sido frugívoros e diurnos, com uma boa visão.
Os machos Apidium eram maiores que as fêmeas, o que, comparando-os com os primatas modernos, sugere que eles provavelmente viveram em grupos, onde um pequeno número de machos teria controle sobre várias fêmeas. Os machos tinham grandes dentes caninos.

## Na Cultura Popular
Os Apidium apareceram em "Walking with Beasts" no episódio "A Baleia Assassina". Foi mostrado como sendo um macaco que vivia em mangais, e tinha uma dieta à base de frutas. Também foi mostrado que estavam constantemente em perigo, devido aos seus predadores como tubarões ou crocodilos.